# Municipis del Cantó del Jura

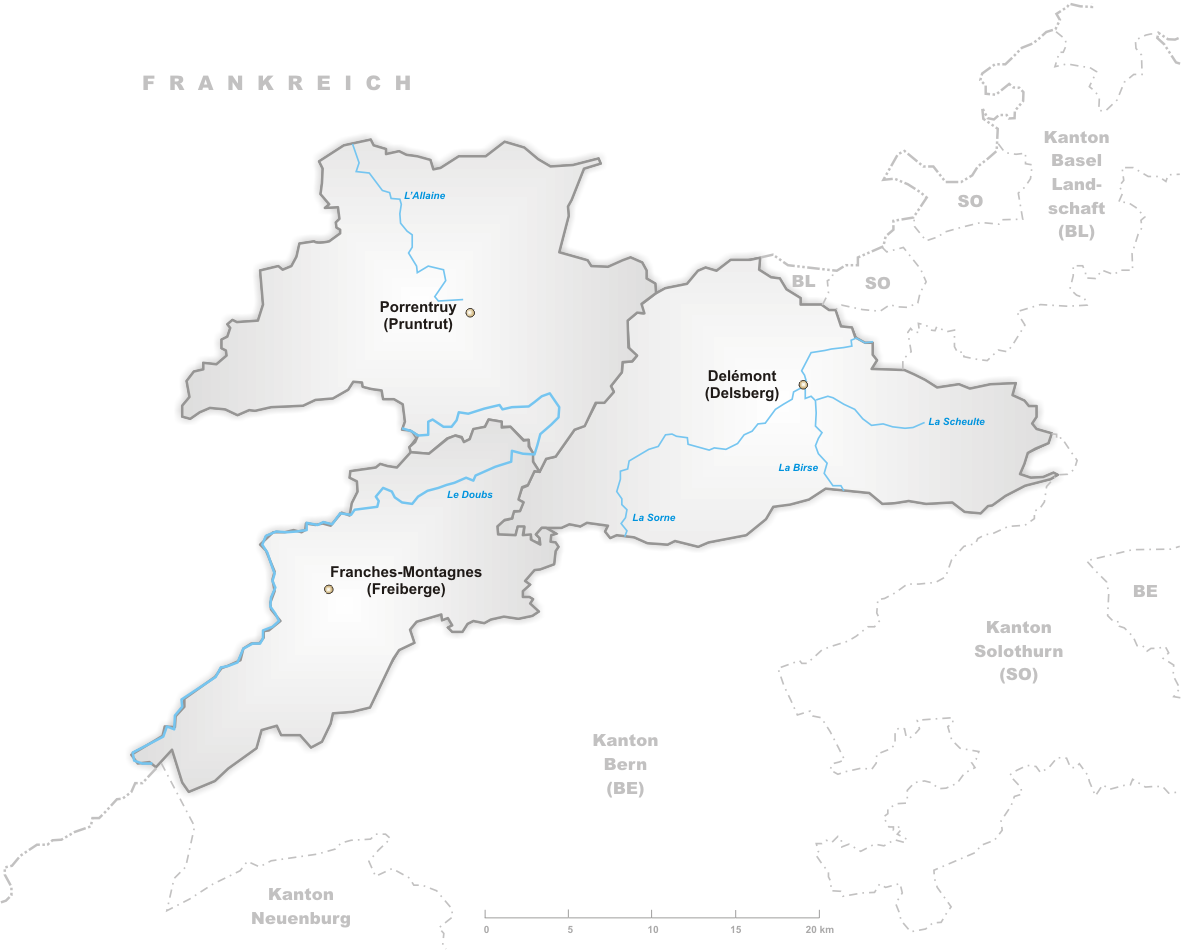
Districtes del Cantó del Jura

Escut del Jura

Els Municipis del cantó del Jura (Suïssa) són 83, agrupats per districtes:
| Porrentruy - Alle - Asuel - Beurnevésin - Boncourt - Bonfol - Bressaucourt - Buix - Bure - Charmoille - Chevenez - Coeuve - Cornol - Courchavon - Courgenay - Courtedoux - Courtemaîche - Damphreux - Damvant - Fahy - Fontenais - Fregiécourt - Grandfontaine - Lugnez - Miécourt - Montenol - Montignez - Montmelon - Ocourt - Pleujouse - Porrentruy - Réclère - Roche-d'Or - Rocourt - Saint-Ursanne - Seleute - Vendlincourt | Delémont - Bassecourt - Boécourt - Bourrignon - Châtillon - Corban - Courchapoix - Courfaivre - Courrendlin - Courroux - Courtételle - Delémont - Develier - Ederswiler - Glovelier - Mervelier - Mettembert - Montsevelier - Movelier - Pleigne - Rebeuvelier - Rossemaison - Saulcy - Soulce - Soyhières - Undervelier - Vellerat - Vermes - Vicques | Franches-Montagnes - Le Bémont - Les Bois - Les Breuleux - La Chaux-des-Breuleux - Les Enfers - Epauvillers - Epiquerez - Les Genevez - Goumois - Lajoux - Montfaucon - Montfavergier - Muriaux - Le Noirmont - Le Peuchapatte - Les Pommerats - Saignelégier - Saint-Brais - Soubey |